# Vauxhall 14/6
Der Vauxhall 14/6, auch Vauxhall Fourteen-Six oder Vauxhall J, ist ein Mittelklassewagen, den Vauxhall Motors von 1933 bis 1948 als Nachfolger des Modells Cadet baute.

## General Motors Light Six
Der 14/6 wurde auf der Earls Court Motor Show 1933 angekündigt und dann als kleine, viertürige Sechszylinderlimousine angeboten. Er hatte einen Sechszylinder-Reihenmotor mit vier Hauptlagern, hängenden Ventilen und einem Hubraum von 1781 cm³.

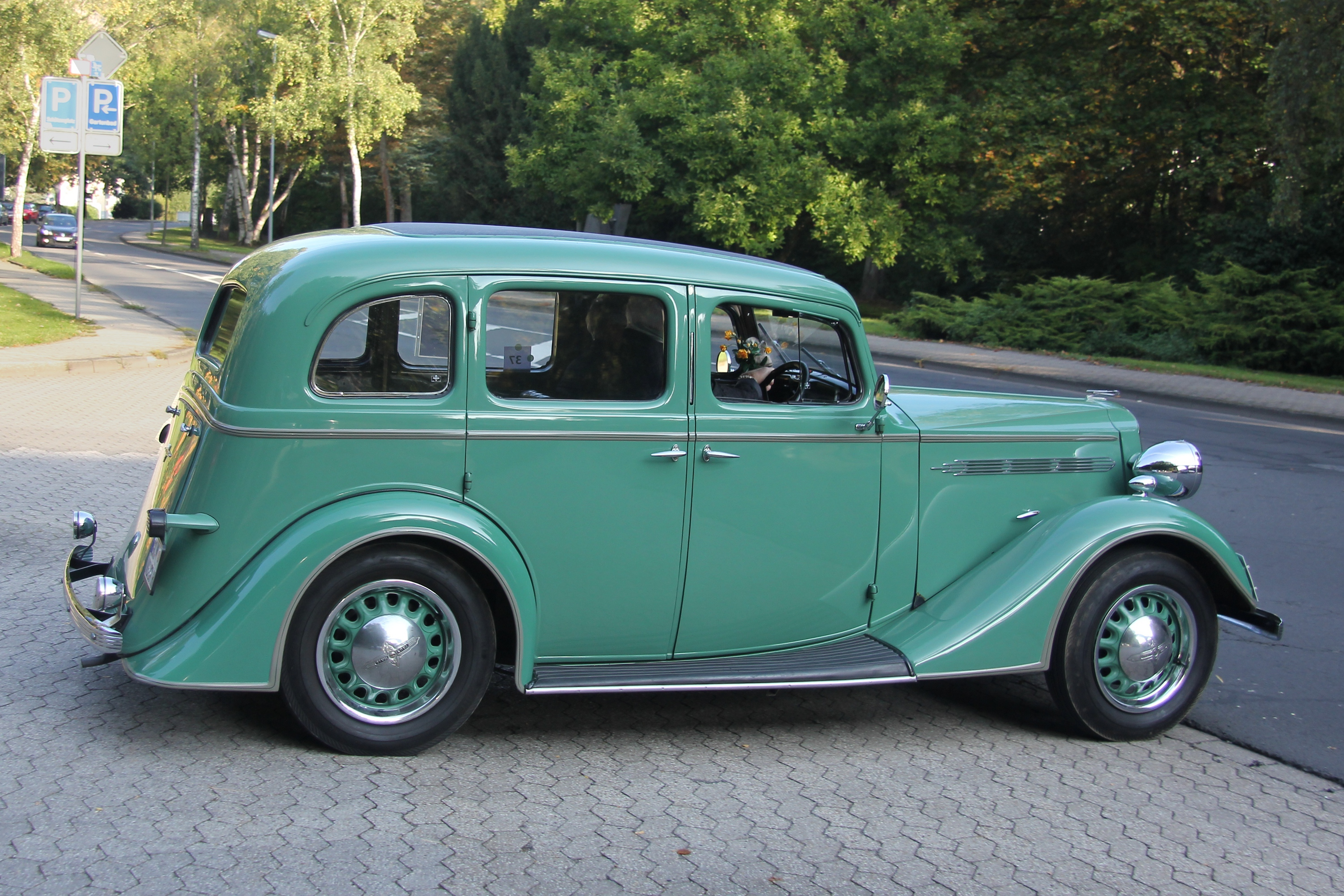
Limousine 1933–1936 mit separatem Rahmen und ebenem Kühlergrill
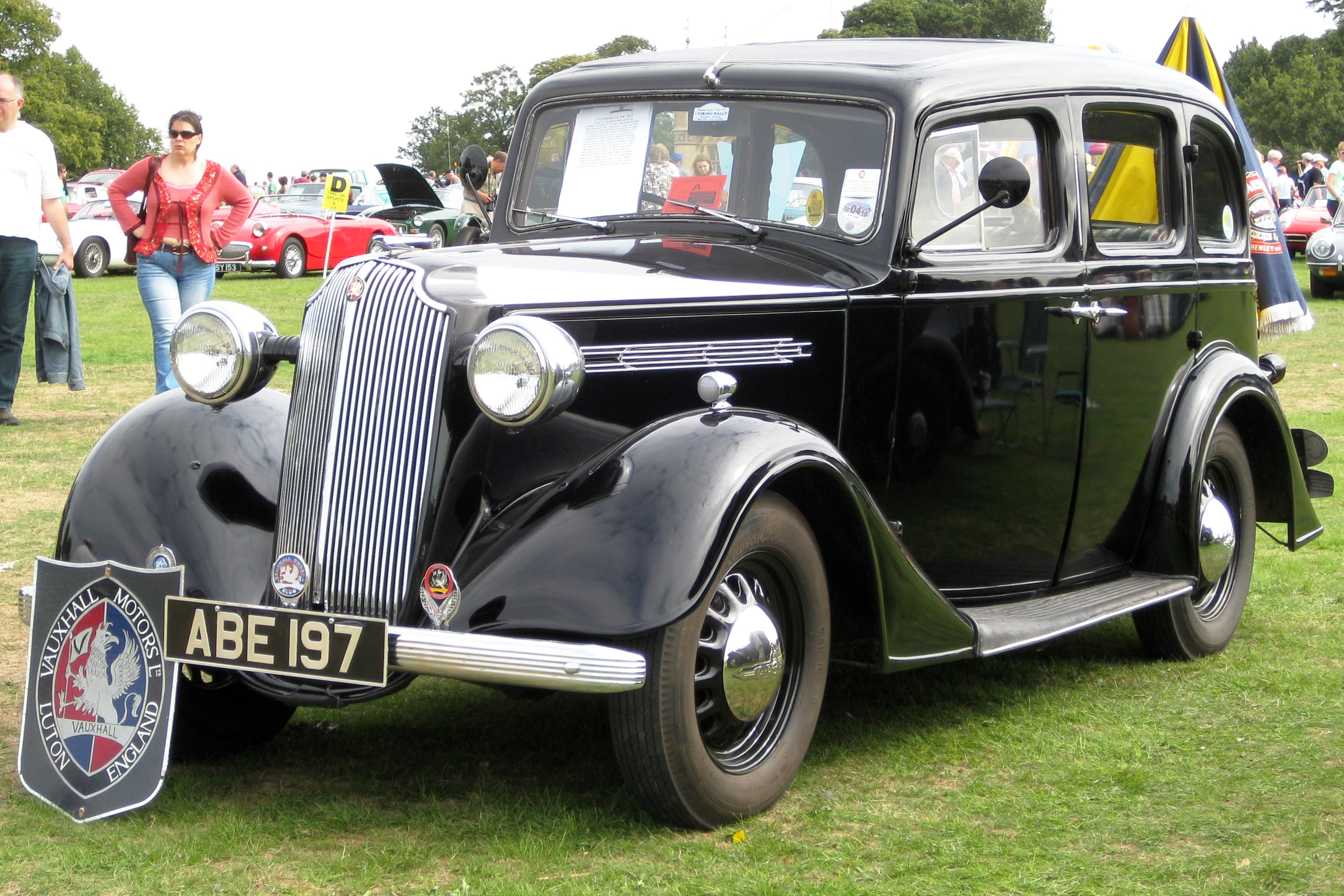
Limousine 1936–1938 mit separatem Rahmen und modernisiertem Kühlergrill
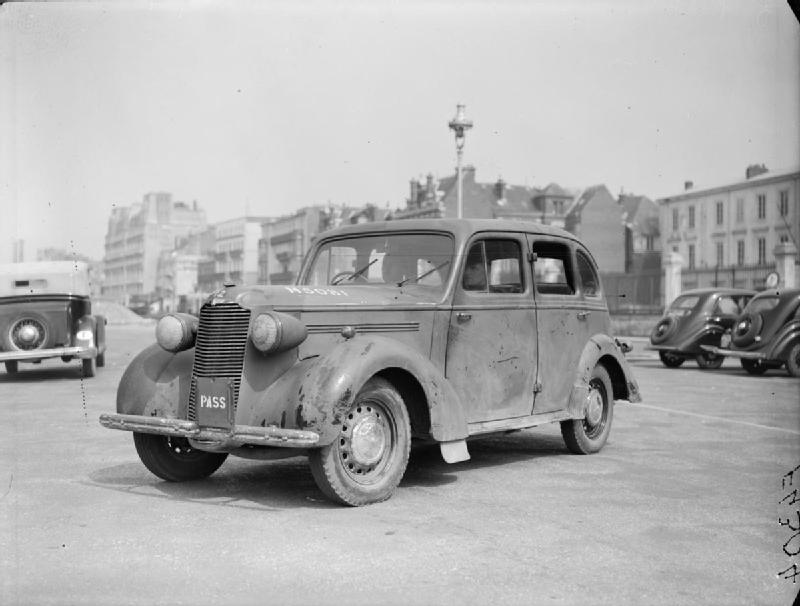
Limousine 1938–1939 im Kriegseinsatz in Frankreich 1940

### Karosserien
Programm 1934:
Werkskarosserien

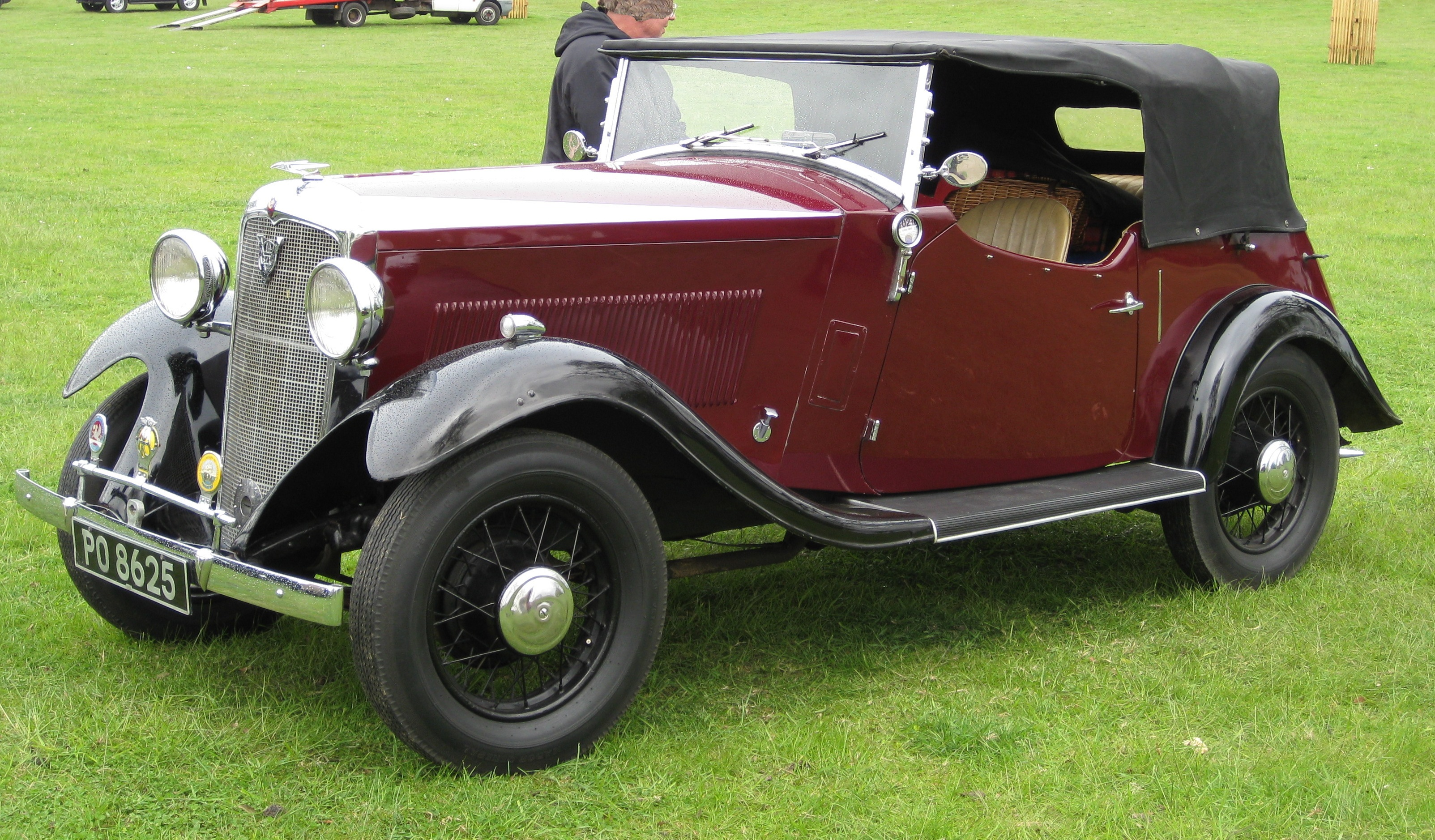
Viersitzige Stratford-Sportlimousine 1933
von Whittingham & Mitchel

- Limousine 4 Türen, 6 Fenster, mit Schiebedach
- Coupé 2 Türen, mit Schiebedach

Karosserien anderer Hersteller (im Vauxhall-Standardkatalog)
- Tickford Foursome Coupé (von Salmons)
- Pendine Sportlimousine 4 Sitze (von Holbrook)
- Suffolk Sportlimousine (von Holbrook)
- Stratford Sportlimousine 4 Sitze (von Whittingham & Mitchel)
- Limousine (von Duple)
- 2-Sitzer mit Dickey (von Duple)[4]

## Selbsttragende Karosserie ab September 1938
Der Motor wurde vom Vorgänger übernommen. Der neue Wagen hatte vorn Einzelradaufhängung und ein Dreiganggetriebe anstelle des „Silent-Third“-Getriebes mit vier Gängen. Die Nachkriegsmodelle kann man von den Vorkriegsmodellen durch unterschiedliche Ausbildung von Motorhaube und Kühlergrill unterscheiden.
Insgesamt wurden 45.499 Fahrzeuge gebaut, davon 30.511 nach dem Krieg.

## Fertigung in Australien
Der Vauxhall 14 J wurde auch bei Holden in Australien gefertigt. Ab 1939 wurde er als Limousine, Coupé und Roadster angeboten und, wie im Vereinigten Königreich, aber in einer Holden-Version, auch als leichter Ute.

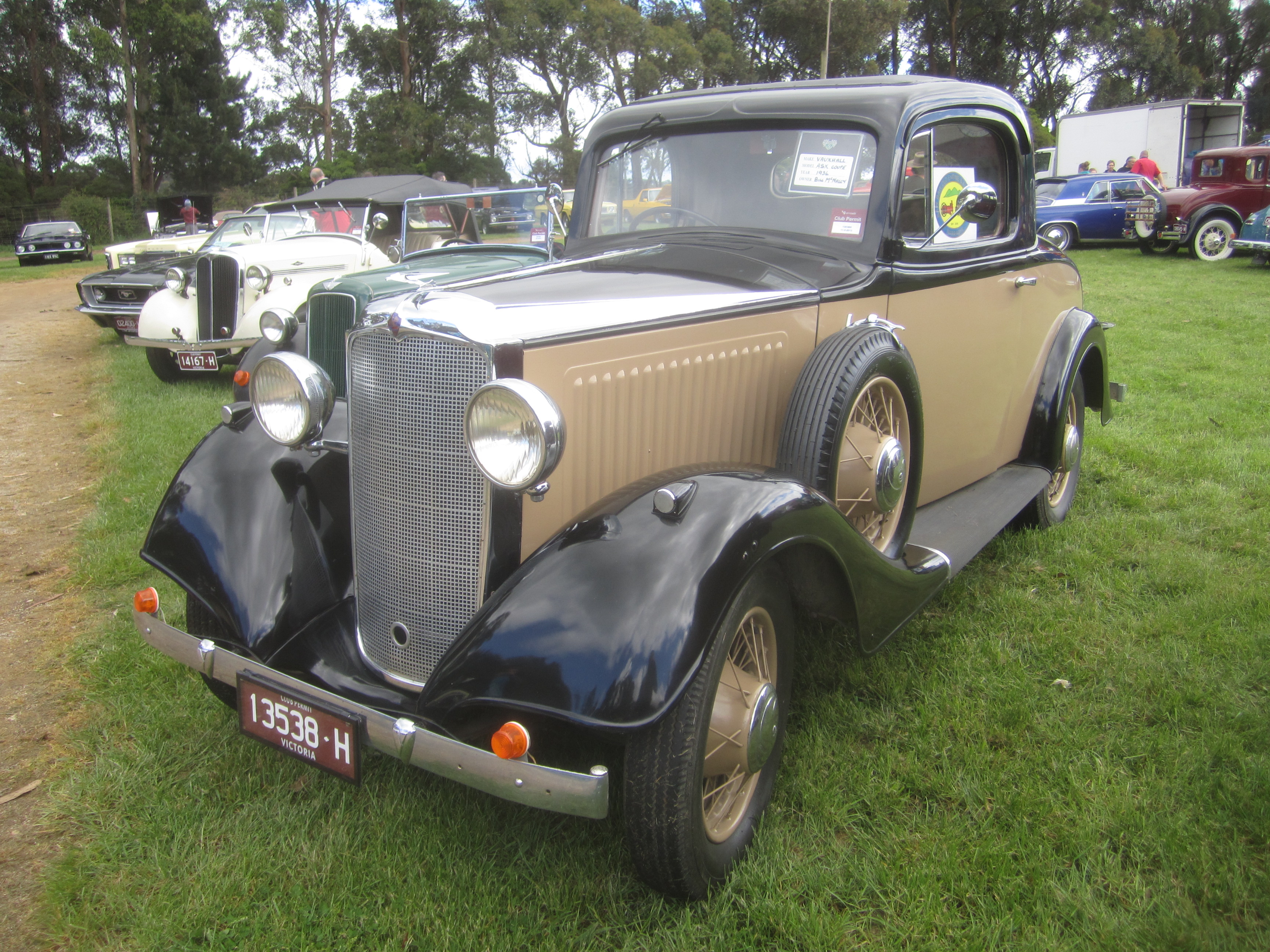
Coupé 1934
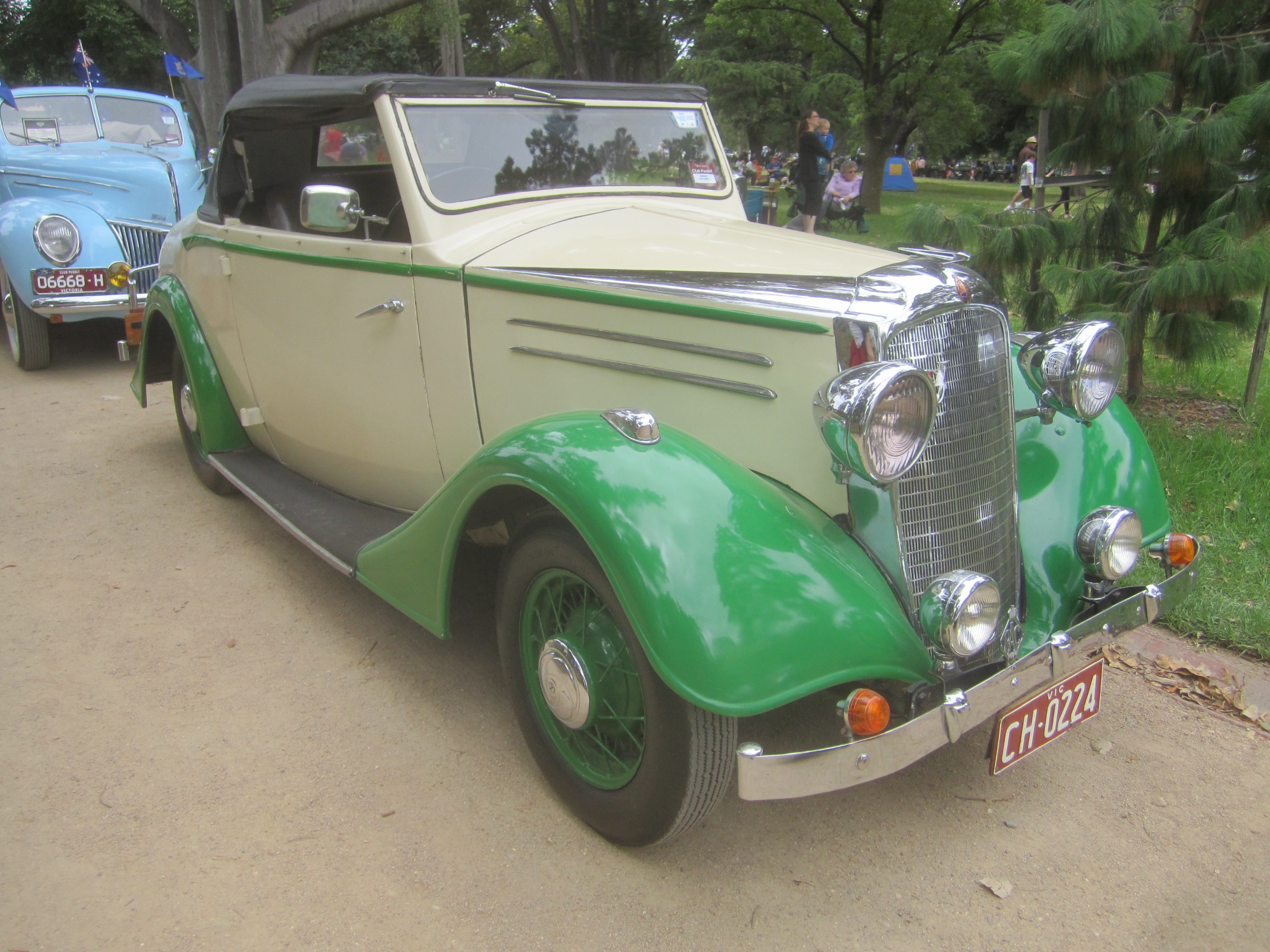
Stratford-Limousine um 1935
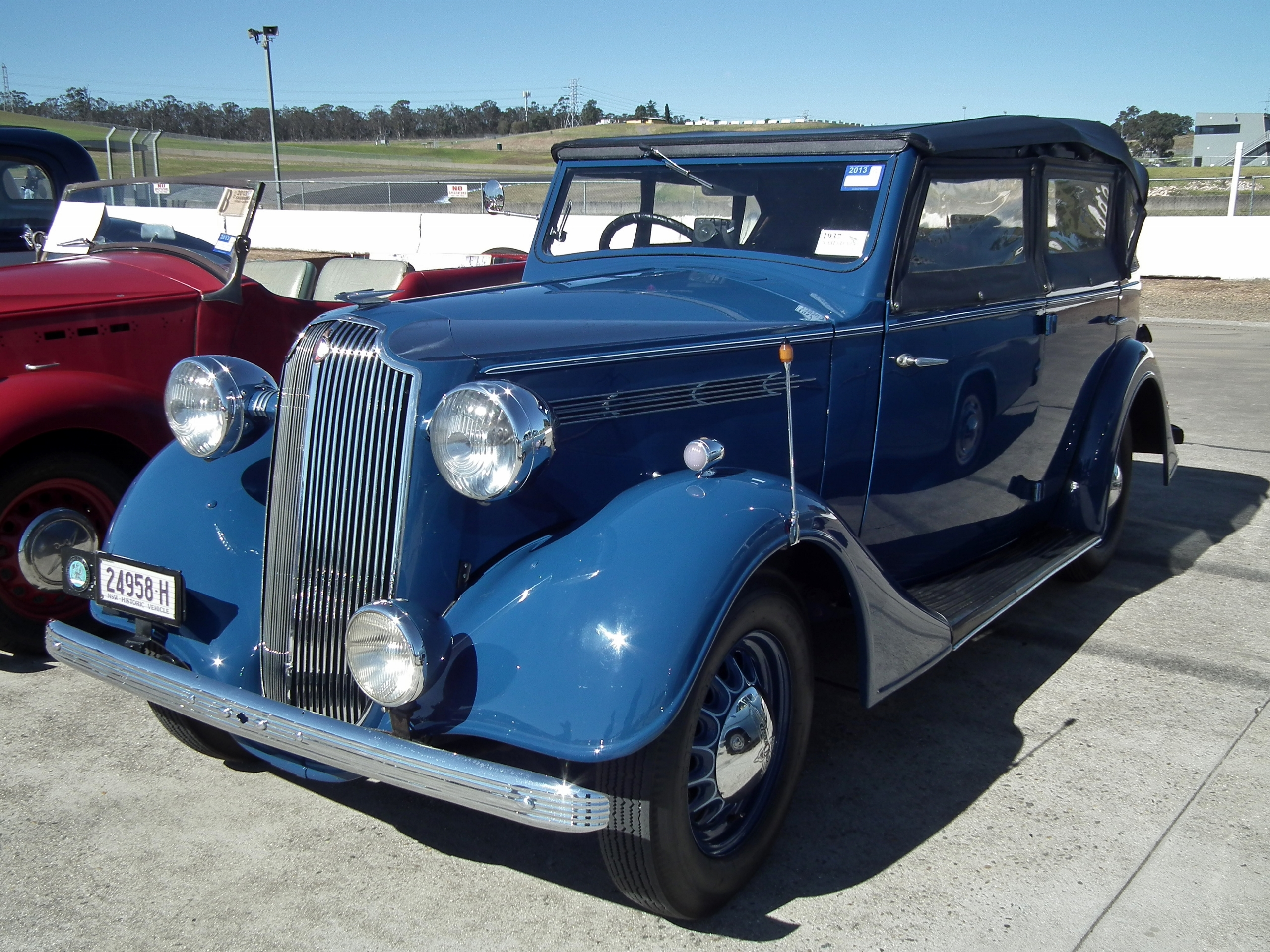
Limousine 1937
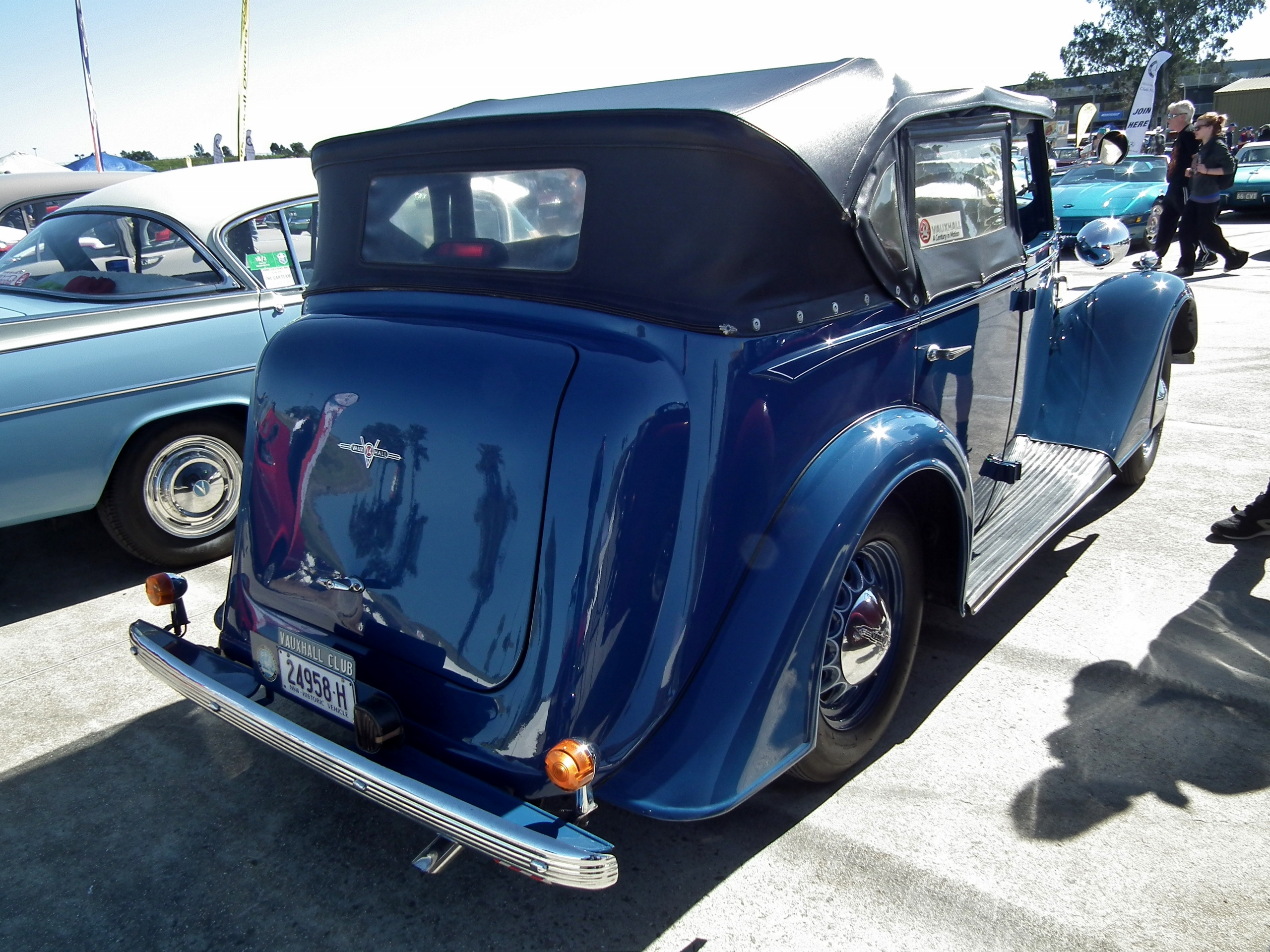
Limousine 1937
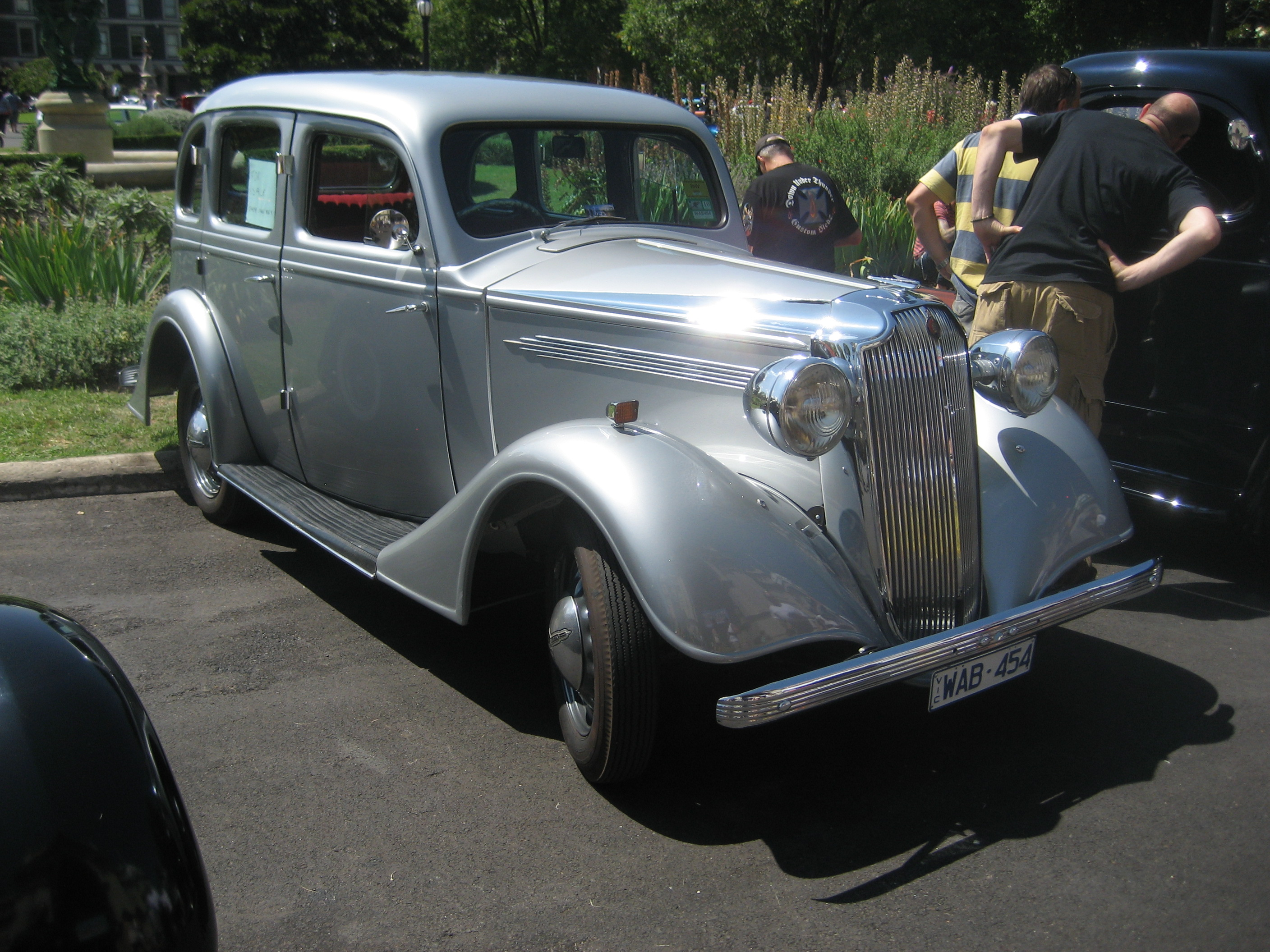
Limousine um 1938
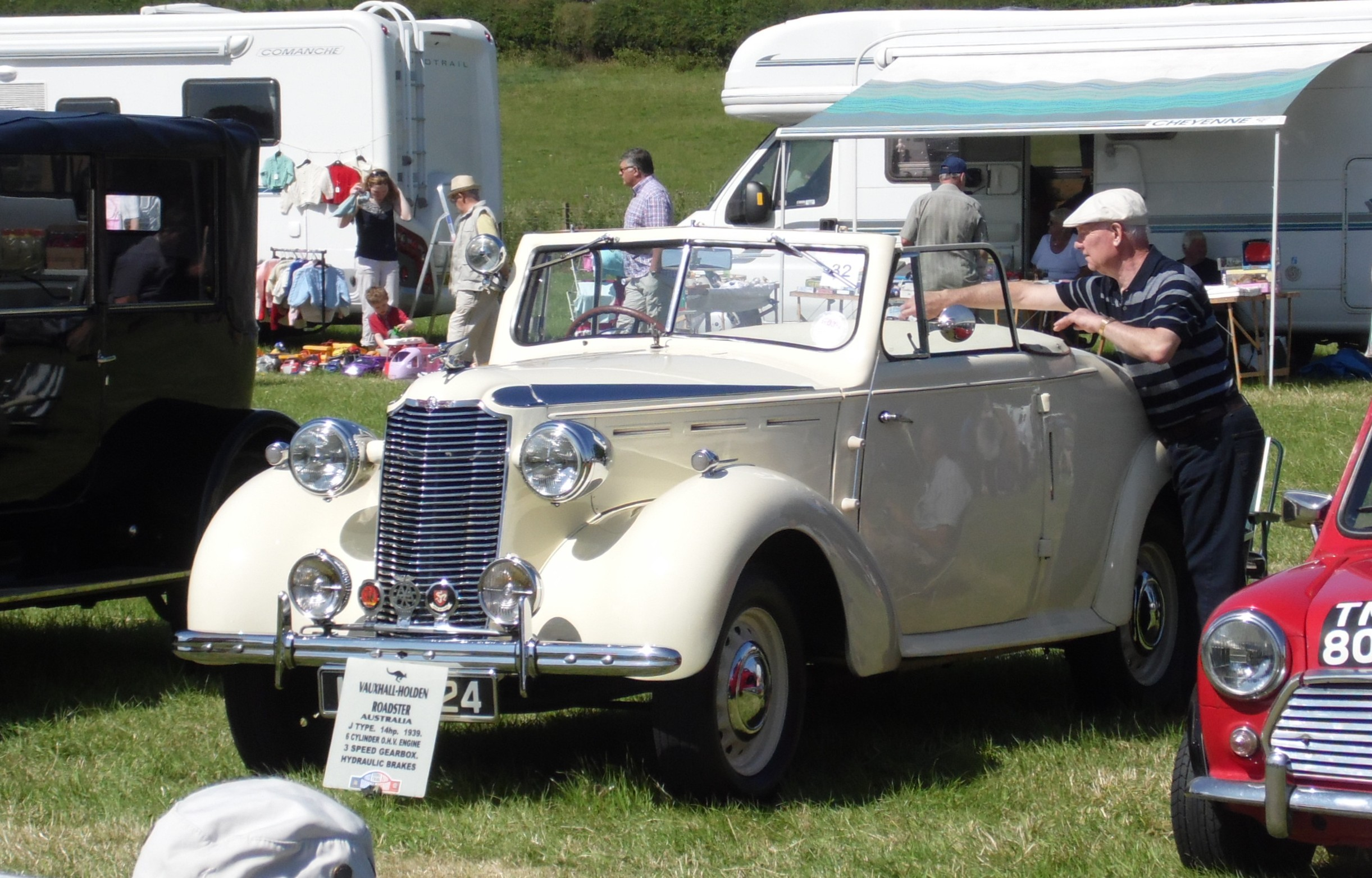
Roadster 1939
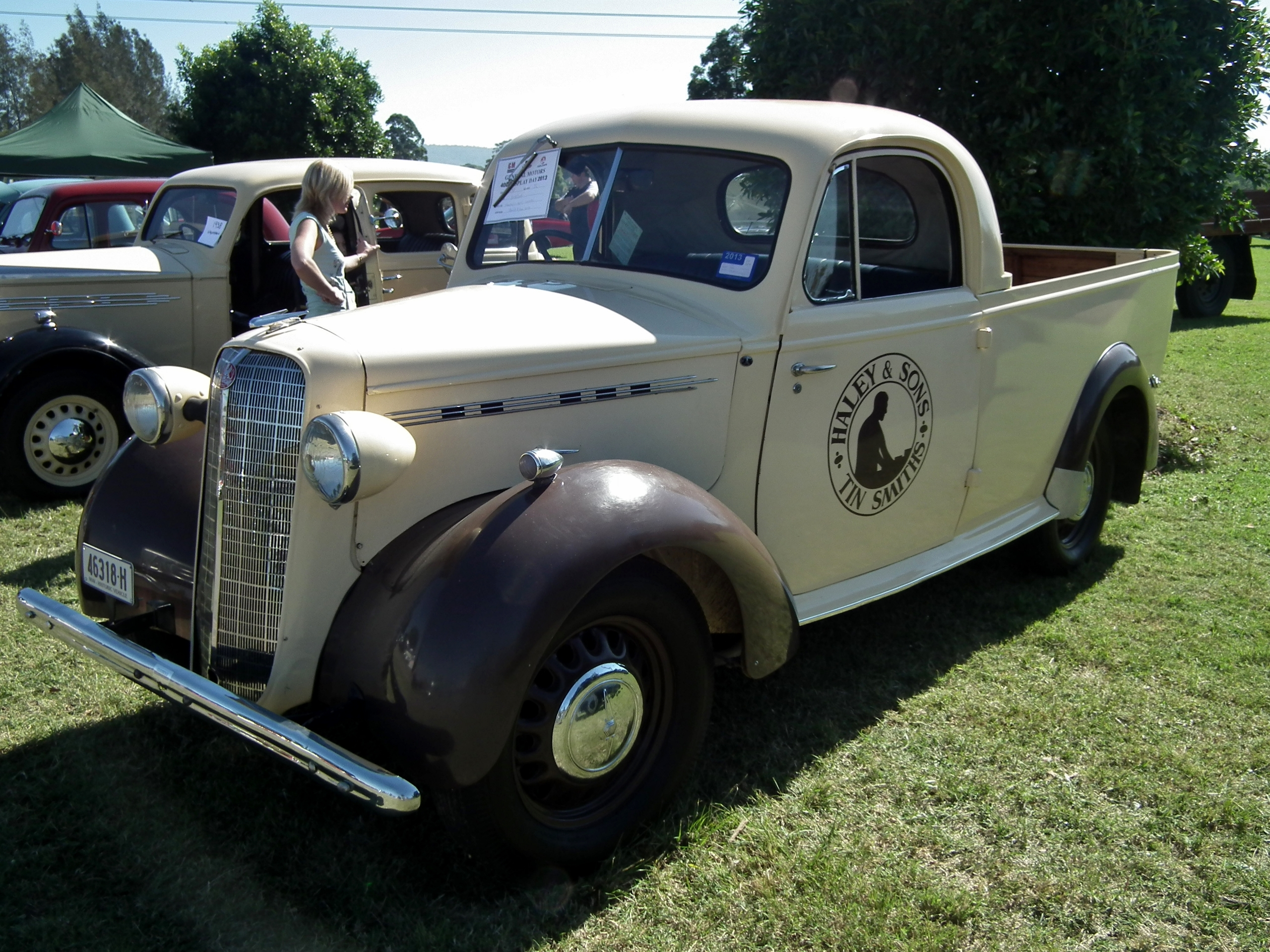
Bedford Ute 1940
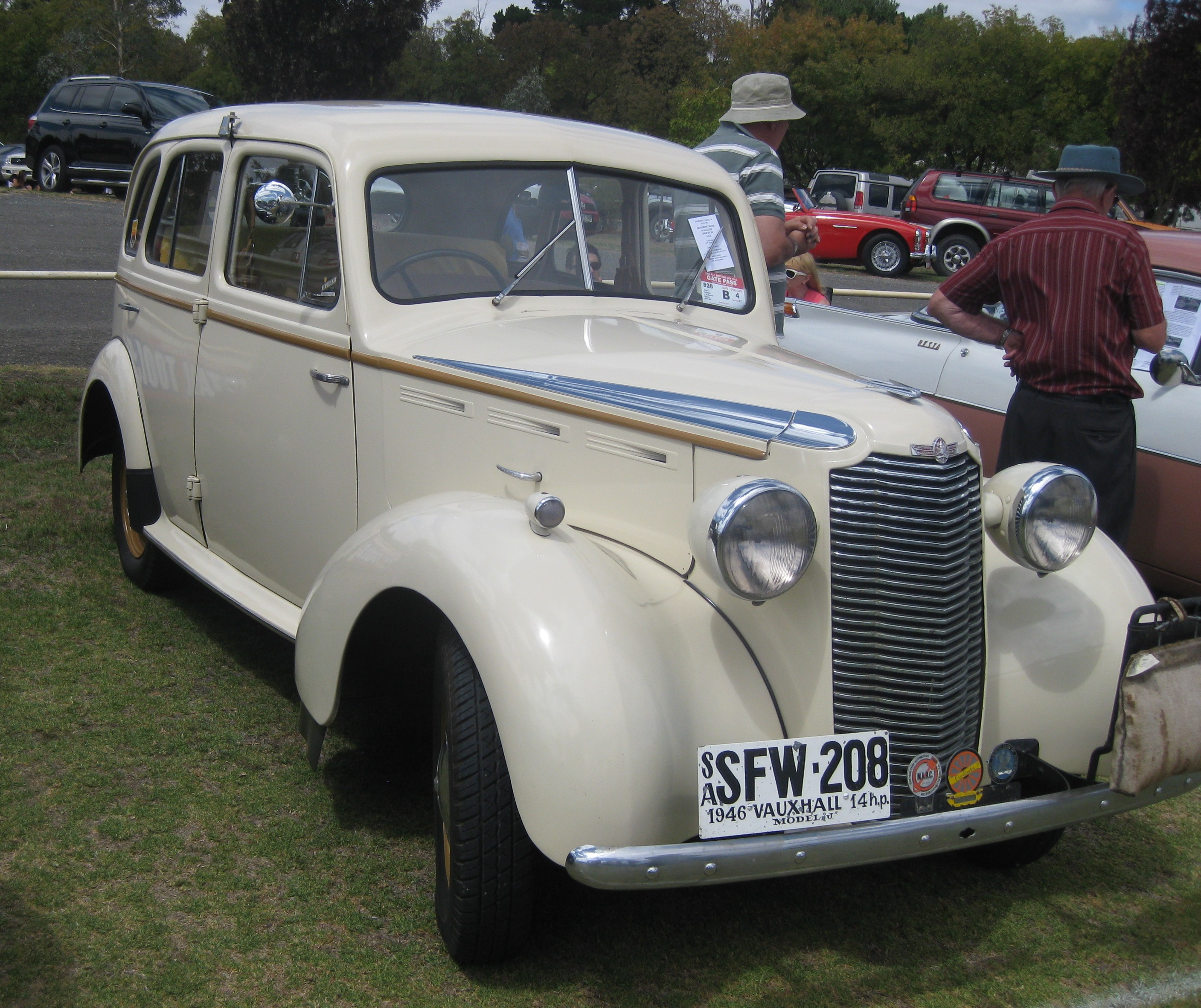
Modell J 1946 Beachtenswert: geteilte Frontscheibe und Dach des Holden